# Vasa praevia

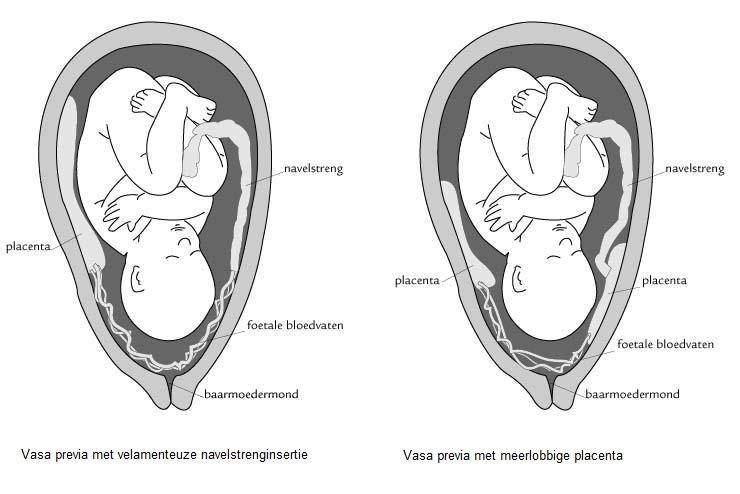
Twee voorbeelden van vasa praevia

Vasa praevia is een zwangerschapscomplicatie waarbij een of meer foetale bloedvaten van de placenta of navelstreng voor de geboorte-uitgang liggen, onder de baby. Het komt voor bij circa 1 op 1600 zwangerschappen.
Een geplande keizersnede is bij deze complicatie aangewezen omdat bij een normale vaginale bevalling vasa praevia een hoog sterftecijfer (50-90%) heeft. Sterfte kan veroorzaakt worden door snelle foetale verbloeding, die optreedt door het scheuren van de bloedvaten nadat de baarmoedermond ontsluit of de vliezen breken. Ook kan het ongeboren kind in problemen komen wanneer tussen het kind en de wanden van het geboortekanaal de bloedvaten afgekneld worden.

## Pathologie
Er is weinig bekend over de oorzaak van deze omstandigheden. De meest erkende theorie is genaamd trofotropisme. Volgens de Amerikaanse radioloog Harris Finberg kan trofotropisme in placentaweefsel worden vergeleken met een plant die de neiging heeft naar de zon te buigen om het licht op te vangen dat hij nodig heeft om te overleven. Aangezien het lagere gedeelte van de baarmoeder niet zo voedzaam is als het hogere gedeelte, zal de placenta omhoog groeien om zo het voedzamere weefsel te bereiken.
Bij tweelobbige placenta's of placenta's met een of meer bijlobben kan het placentaweefsel van de baarmoederhals eroderen (verdwijnen), maar de aderen doen dit niet. Bij velamenteuze insertie van de navelstreng, kan het grootste deel eroderen en de nieuwe groei kan verderop plaatsvinden, weg van de plaats waar de navelstreng in de placenta insereert, waarbij de navelstreng verbonden wordt met de placenta door onbeschermde bloedvaten. Vasa praevia komt vaak voor bij een laagliggende placenta of placenta praevia, waarbij de placenta zich voor het geboortekanaal bevindt.

## Waarschuwingssignalen
Van vasa praevia kan sprake zijn als aan een of meer (of geen) van de volgende voorwaarden voldaan is:
- Tweelobbige placenta
- Succenturiate placenta (placenta met een of meer bijlobben)
- Laagliggende placenta (bijvoorbeeld door een miskraam gevolgd door curettage, of door littekens na een baarmoederoperatie)
- Velamenteuze insertie van de navelstreng
- Zwangerschappen die voortkomen uit in-vitrofertilisatie (ivf)
- Meerlingzwangerschappen
- Pijnloze bloeding
- Voorgeschiedenis met baarmoederoperatie, curettage en/of abortus

## Diagnostiek voor de bevalling

### Echografisch onderzoek
Gerichte echografie is de sleutel tot de diagnose vasa praevia. Met een normale transabdominale echo is de diagnose niet met voldoende zekerheid te stellen. Aanwijzingen voor uitgebreider echoscopisch onderzoek na deze normale 20-wekelijkse echo zijn bijvoorbeeld een laagliggende placenta, velamenteuze navelstrenginsertie en een tweelobbige placenta.

## Diagnostiek tijdens de bevalling

### Bloedonderzoek
Als er bloed vrijkomt tijdens de bevalling en er geen directe foetale nood is, is een onderzoek naar de oorsprong van het bloed noodzakelijk. Is het bloed afkomstig van de moeder, dan is de baby niet direct in gevaar. Als het bloed afkomstig is van de baby, moet er echter onmiddellijk ingegrepen worden om de conditie van de baby in te schatten.

### Inwendig onderzoek (toucheren)
Wanneer er zich daadwerkelijk vaten voor de baarmoedermond bevinden, kunnen er bij inwendig onderzoek oneffenheden of ribbels waargenomen worden. Er moet dan echter wel enige ontsluiting zijn. Soms kan het pulseren van deze vaten gevoeld worden, maar dit is niet noodzakelijk. Iedere verloskundige zou handmatig moeten controleren op voorliggende vaten voordat de vliezen kunstmatig gebroken worden.

### Amnioscopie
Amnion is het Griekse woord voor "vruchtvlies", scopie voor "kijken". Met amnioscopie wordt letterlijk door de vruchtvliezen naar de baby gekeken, maar ook de vliezen zelf kunnen bekeken worden op onregelmatigheden zoals vaten. Het onderzoek gebeurt met een holle buis waarin een lampje zit. Deze buis wordt via de vagina in de baarmoedermond gebracht. Omdat het buisje door de baarmoedermond heen tegen de vruchtvliezen aan moet komen, is het noodzakelijk dat er al enige ontsluiting is. Dat is dan ook de reden waarom amnioscopie alleen in de allerlaatste weken van de zwangerschap kan plaatsvinden.

### CTG
Het cardiotocogram (CTG) registreert de hartslag van het ongeboren kind en de weeënactiviteit van de baarmoeder. Via een band om de buik van de vrouw wordt zij op het CTG-apparaat aangesloten. Hiermee kan de conditie van het kind in de gaten gehouden worden. Een inwendige registratie dient overigens alleen dan gebruikt te worden als men absoluut zeker is van een normale navelstrenginsertie.

## Behandeling
Wanneer van tevoren de diagnose wordt gesteld, heeft de baby een grotere kans op overleven. Aangezien vasa praevia zelden wordt vastgesteld tijdens de zwangerschap (naar schatting 70-90% van de gevallen zijn ongediagnosticeerd), zijn er geen overlevingsstatistieken beschikbaar. Vasa praevia kan tijdens de zwangerschap op zijn vroegst bij 16 weken worden ontdekt met behulp van een transvaginale echo in combinatie met een Color Doppler.
Zodra vasa praevia is vastgesteld, kan een geplande keizersnede, voordat de bevalling begint, de baby redden. Wanneer precies er een keizersnede moet plaatsvinden, wordt overlegd met de patiënt en haar gynaecoloog. Ideaal gezien zou deze vroeg genoeg uitgevoerd moeten worden om een spoedgeval te voorkomen, maar laat genoeg om complicaties door vroeggeboorte te voorkomen.
Steroïde behandeling kan helpen om de longen sneller te laten ontwikkelen. Middels een vruchtwaterpunctie kan ingeschat worden of de foetale longen voldoende ontwikkeld zijn.
Als er bloed vrijkomt tijdens de bevalling, dan is een onderzoek naar de oorsprong van het bloed noodzakelijk. Is het bloed afkomstig van de moeder, dan is de baby niet in gevaar. Als het bloed afkomstig is van de baby, moet er onmiddellijk ingegrepen worden om de conditie van de baby in te schatten.